# 巴特包勒德内阁
巴特包勒德内阁是2009年至2012年间蒙古国内阁。

## 沿革
2009年10月28日，总理桑吉·巴亚尔由于健康原因而辞职。2009年10月29日，对外关系部部长苏赫巴托尔·巴特包勒德被任命为总理。贡布扎布·赞达沙塔尔接任对外关系部部长。政府办公厅主任巴德拉·道尔格勒的职务被其米德·呼日勒巴特尔接替，道尔格勒改任总理巴特包勒德的高级助理。其他阁员均获留任。事实上，其他阁员均未辞职，尽管根据宪法他们随总理巴亚尔辞职了。

## 组成
2009年10月产生的15位内阁阁员为（未注明者均为2009年10月任命）：
- 总理：苏赫巴托尔·巴特包勒德（人革党）
- 第一副总理：诺罗布·阿勒坦呼亚格（民主党）
- 副总理：米耶贡布·恩赫包勒德（人革党）
- 部长、政府办公厅主任：其米德·呼日勒巴特尔（人革党）
- 对外关系部部长：贡布扎布·赞达沙塔尔（人革党）
- 食品、农业和轻工业部部长：滕金·巴达木朱奈（人革党）
- 社会福利和劳动部部长：图格斯扎尔格勒·冈迪（人革党）
- 矿产资源和能源部部长：达希道尔吉·卓力格特（人革党）
- 教育、科学和文化部部长：云登·奥特根巴亚尔（人革党）
- 法律和内务部部长：曾德·尼亚木道尔吉（人革党）
- 国防部部长：鲁布桑旺丹·包勒德（民主党）
- 财政部部长：桑格扎布·巴亚尔朝格特（民主党）
- 交通、运输、建筑和城市建设部部长：哈勒特马·巴特图勒嘎（民主党）
- 环境和旅游部部长：鲁伊梅德·钢苏赫（民主党）
- 健康部部长：桑布·兰巴（民主党）